# Zum Altstädter Hof

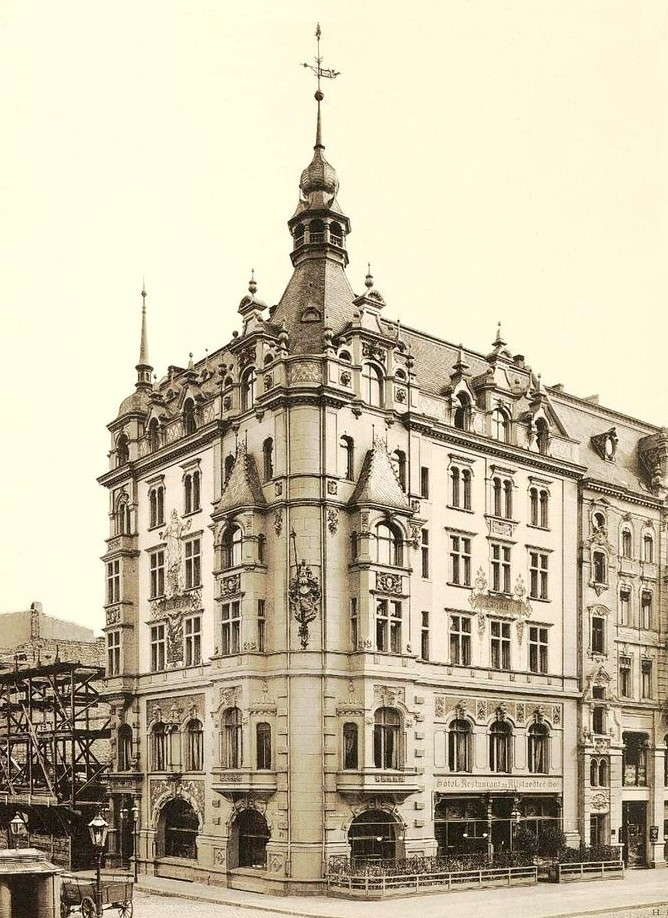
Der „Altstädter Hof“ 1890. Fotograf: Hermann Rückwardt (1845–1919).

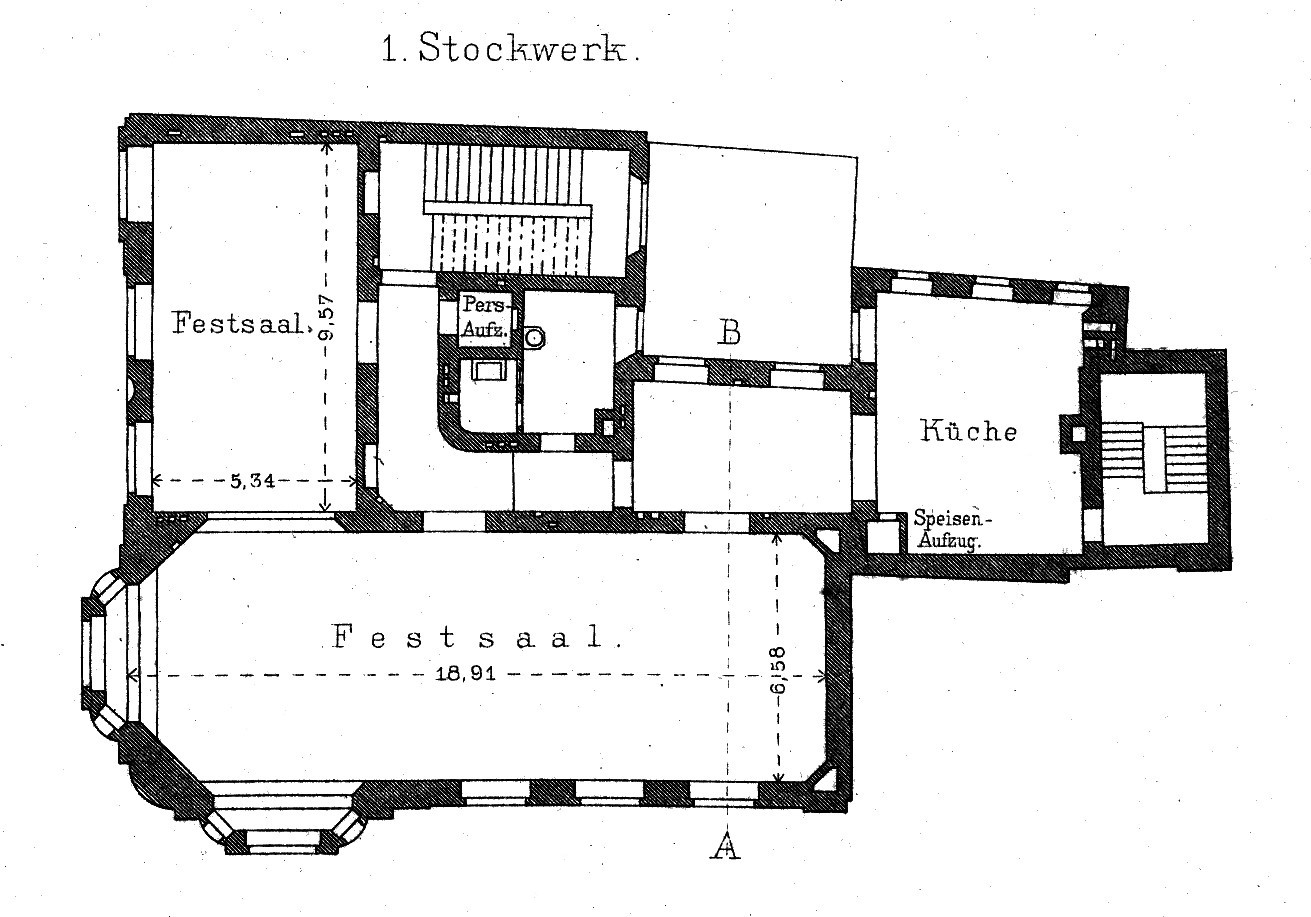
Das Erste Obergeschoss im „Altstädter Hof“ mit den zwei Festsälen. Quelle: Zeitschrift für Bauwesen 1888, Bl. 57.

Der „Altstädter Hof“ war ein Hotel-Restaurant, das von etwa 1888 bis 1918 unter der Adresse Neuer Markt 8–12 im Marienviertel in Alt-Berlin (heute Berlin-Mitte), unweit des Roten Rathauses, des Alexanderplatzes und des Berliner Stadtschlosses, betrieben wurde.

## Baugeschichte und Nutzung
Das fünfstöckige Gebäude des Hotel-Restaurants „Zum Altstädter Hof“ wurde zwischen 1885 und 1887 auf einer Grundfläche von 455 m² nach Plänen der beiden Architekten Johann Mathias von Holst (1839–1905) und Carl Zaar (1849–1924) errichtet. In den Vorderräumen des Erdgeschosses beherbergte das Gebäude eine „Bierwirtschaft“, im darüber gelegenen Ersten Stock befanden sich zwei Festsäle für Gesellschaften, und in den oberen Geschossen waren Gästezimmer eingerichtet. Schon bald nach seiner Fertigstellung galt der „Altstädter Hof“ als künstlerisch hervorragendes Beispiel der zeitgenössischen Architektur im Stil der deutschen Renaissance. Insbesondere seine Ecklösung wurde als eine der „glücklichsten und wirkungsvollsten Berlins“ angesehen. Im Inneren war das Gebäude mit einem durch Wasserkraft betriebenen Personenaufzug, „Gasglühlicht“ und einer „Wasserheizanlage“ ausgestattet.
Der „Altstädter Hof“ wurde zunächst an Franz Flesch, den früheren Direktor des „Grand Hotel Alexanderplatz“ verpachtet, der ihn als jüdisch-orthodoxes Hotel mit koscherer Küche führte. In den 1890er Jahren wechselte das Hotel mehrfach den Pächter, bis es am 1. Oktober 1900 von dem „Traiteur“ Paul Miethe (1863–1918) übernommen wurde.
Der „Altstädter Hof“ wurde als Tagungshotel von zahlreichen renommierten Vereinigungen und Gruppen genutzt, unter ihnen waren etwa der Deutsche Techniker-Verband, der Verein für die Geschichte Berlins, der Berliner Schwimm-Verein von 1878 und der Deutsche Lehrer-Schriftstellerbund. Später kamen landsmannschaftliche Gruppierungen wie der Verein ehemaliger Kameraden der Württembergischen Truppe, der Ärzteverein für physikalisch-diätetische Therapie oder auch die Deutsche Entomologische Gesellschaft hinzu. Vermutlich ab Januar 1902 und bis 1918 hielt auch das Wissenschaftlich-humanitäre Komitee (WhK), die weltweit erste Interessenvertretung homosexueller Männer und Frauen, unter dem Vorsitz des Arztes und Sexualwissenschaftlers Magnus Hirschfeld regelmäßig Konferenzen, Versammlungen und Festveranstaltungen im „Altstädter Hof“ ab.

## Nachnutzung und Zerstörung
Als Paul Miethe am 22. Januar 1918 starb, musste der „Altstädter Hof“ schließen. Vorübergehend stand das Gebäude leer, wurde dann aber an den Reichsmilitär-Fiskus zu Lazarettzwecken vermietet. Nach 1920 wurde in den Räumlichkeiten des ehemaligen Hotels die Zentralabwicklungsstelle der Berliner Finanzkassen, die nach der neuen Steuerverordnung nötig geworden waren, untergebracht.
Nach 1933 gehörte das Grundstück Neuer Markt 8–12 und das auf ihm stehende Gebäude zum staatlich entzogenen Privateigentum unter der nationalsozialistischen Herrschaft. Es wurde im Rahmen der „Arisierung“ jüdischen Vermögens, dem größten Vermögensraub der deutschen Geschichte, der mit der Verfolgung, Vertreibung und Ermordung nahezu der gesamten jüdischen Bevölkerung Berlins, Deutschlands und weiter Teile Europas einherging, enteignet.
Die Gegend um das ehemalige Hotel-Restaurant „Zum Altstädter Hof“ wurde im Zweiten Weltkrieg weitgehend zerstört. Anfang der 1970er Jahre wurden hier etliche letzte, nur kriegsbeschädigte, aber in der Zwischenzeit notdürftig wiederhergestellte Wohn- und Geschäftsgebäude, die bis Ende der 1960er Jahre wieder in Funktion genommen worden waren, abgerissen. Der gesamte Bereich zwischen der ehemaligen Kaiser-Wilhelm-Straße (heute Karl-Liebknecht-Straße) und dem Roten Rathaus in der alten Berliner Mitte wurde anschließend unter Aufgabe des historischen Straßengrundrisses als eine auf den Fernsehturm am Alexanderplatz bezogene Freifläche gestaltet.

## Weiterführende Literatur
- Anonym (1888): „Zum Altstädter Hof“ [Kurzmeldung] in: Uhland’s Industrielle Rundschau und Verkehrszeitung (Jg. 3), Nr. 12, S. 98.
- Architekten-Verein zu Berlin und Vereinigung Berliner Architekten (Hrsg.) (1896): Berlin und seine Bauten (Bd. 3, Privatbauten). Berlin: Wilhelm Ernst & Sohn.
- Franziska Nentwig (Hrsg.) (2013): Geraubte Mitte. Die „Arisierung“ des jüdischen Grundeigentums im Berliner Stadtkern 1933–1945 (Kleiner Katalog, 1). Berlin: Verlag M – Stadtmuseum Berlin GmbH.
- Max Neuhaus (1888): Die Kaiser Wilhelm-Straße in Berlin, in: Zeitschrift für Bauwesen (Jg. 38), Nr. 10–12, Sp. 429–450, hier vor allem Sp. 444–445.
- Raimund Wolfert (2023): Der Altstädter Hof, ein jüdisch-orthodoxes Hotel als Versammlungslokal des frühen Wissenschaftlich-humanitären Komitees (WhK), in: Mitteilungen der Magnus-Hirschfeld-Gesellschaft, Nr. 71/72, S. 13–27.